# Кріспін Соргайндо
Кріспін Ансельм Соргайндо (23 травня 1931 — 10 січня 2010) — політичний діяч Домініки, президент країни у 1993–1998 роках.

## Життєпис
Закінчив урядову школу, якою керував його батько, у рідному селі. Продовжив навчання у Триніті-коледжі Оксфордського університету, а також у Королівському інституті державного управління.
У 1950–1973 роках перебував на державній службі у галузі комунального господарства, був членом апарату Законодавчої ради, державним секретарем міністерства фінансів. 1966 був членом делегації на Лондонській конференції, що визначила Домініку самоврядною, асоційованою з Великою Британією державою.
Був переконаним прибічником посилення інтеграції карибських держав. Представляв Домініку на конференціях, що започаткували Карибську асоціацію вільної торгівлі (CARIFTA), Карибське співтовариство (CARICOM) та визначили створення Карибського банку розвитку (CDB) й Організації Східнокарибських держав (OECS).
У 1973–1988 роках був секретарем, директором департаменту, віце-президентом Карибського банку розвитку, розміщеного на Барбадосі. З 1989 до 1993 року очолював національний парламент, 1993 року був обраний на пост глави держави.